# Kajaaninjoki
La rivière Kajaani (en finnois : Kajaaninjoki) est un cours d'eau de la province d'Oulu en Finlande.

## Description
Elle est originaire du lac Nuasjärvi et se jette dans le Lac Oulu à Kajaani.